# Museum
Museum – seria wydawnicza Franciszkańskiego Studium Biblijnego w Jerozolimie składająca się z monografii i opracowań dotyczących zbiorów uczelnianego muzeum archeologicznego. Ma ono swoją siedzibę w Klasztorze Ubiczowania na Starym Mieście w Jerozolimie. W zbiorach muzeum znajdują się monety i ceramika z terenów starożytnego Bliskiego Wschodu oraz ogromna kolekcja naczyń aptekarskich z prowadzonej przez wieki przez franciszkanów apteki w Klasztorze Najświętszego Zbawiciela w Jerozolimie.